# タンザニアの国旗
タンザニアの国旗は、1964年6月30日に制定された。
現在の国旗デザインはタンザニア連合共和国を構成するタンガニーカ（当時はタンガニーカ共和国）とザンジバル（当時はザンジバル人民共和国）の国旗を合わせたものである（現在のザンジバルの地域旗は左上にタンザニア国旗を加えたものを使用している）。

タンガニーカ共和国の旗 (1961年–1964年)
ザンジバル人民共和国の旗 (1964年1月29日-4月)
（参考）ザンジバルの現在の地域旗

## 変遷

### タンガニーカの旗

ドイツ東アフリカ会社の旗
ドイツ領東アフリカの旗
? 提案されたドイツ領東アフリカの旗
イギリス領タンガニーカの旗
タンガニーカ・アフリカ民族同盟の旗

### ザンジバルの旗

ザンジバル・スルタン国の旗
ザンジバル・スルタン国の旗（イギリス保護国時代）
ザンジバル王国の旗
ザンジバル人民共和国の最初の旗
かつてのペンバ島の旗

## その他の旗

タンザニアの大統領旗